# Exekutivagentur für Bildung und Kultur
Die Europäische Exekutivagentur für Bildung und Kultur (vormals die Exekutivagentur Bildung, Audiovisuelles und Kultur), oder EACEA (englisch European Education, And Culture Executive Agency), ist eine Exekutivagentur der Europäischen Kommission mit Sitz in Brüssel. Die Exekutivagentur unterliegt der Kontrolle der Europäischen Kommission und verwaltet Teile der ihr anvertrauten Programme für die Bereiche Bildung, Kultur, Audiovisuelles, Sport, Bürgertum und Freiwilligentätigkeit. Sie hat die Arbeit im Januar 2006 aufgenommen.

## Organisation
Die EACEA unterliegt sechs Generaldirektoraten der Europäischen Kommission:
- Bildung, Jugend, Sport and Kultur (GD EAC)
- Kommunikationsnetze, Inhalte und Technologien (GD CNECT)
- Justiz und Verbraucher (GD JUST)
- Internationale Partnerschaften (GD INTPA)
- Europäische Nachbarschaftspolitik und Erweiterungsverhandlungen (GD NEAR)
- Beschäftigung, Soziales und Integration (GD EMPL)

Im mehrjährigen Finanzrahmen für den Zeitraum 2021–2027 verwaltet die EACEA Teile der folgenden Programme:
- Erasmus+
- Kreatives Europa
- Europäisches Solidaritätskorps
- Bürger, Gleichheit, Rechte und Werte
- Wissenschaftliches Mobilitätsprogramm Intra-Afrika

Zusätzlich verwaltet die EACEA das Eurydice-Netz (Analysen und Vergleichsdaten zu den europäischen Bildungssystemen und -strategien) und das Youth Wiki. Die EACEA verwaltet auch die Projekte, die im Rahmen der Finanzierungsprogramme für den Programmplanungszeitraum 2014–2020 und der Finanzierungsprogramme für den Programmplanungszeitraum 2007–2013 ausgewählt wurden. Seit dem 1. Februar 2023 ist Sophie Beernaerts als EACEA Direktorin mit der Wahrnehmung der Geschäfte beauftragt.